# Vespasianustemplet
Vespasianustemplet är beläget på Forum Romanum i Rom. Det uppfördes åt kejsar Vespasianus och stod färdigt på 80-talet e.Kr.
Vespasianus avled 79 e.Kr. och hans son Titus två år senare; den andre sonen, Domitianus, fick då ansvaret att fullborda templet och tillägnade det även åt Titus. I templets cella stod statyer föreställande de gudomligförklarade Vespasianus och Titus. 
Idag återstår endast tre kolonner med entablement, frilagda av Giuseppe Valadier 1811. På frisen kan skådas bukranion. Arkitravens bokstäver ESTITVER kommer från en inskription som slutade med ordet [R]ESTITVER[unt], latinets restituerunt (”de restaurerade”), vilket syftar på den restaurering som Septimius Severus och Caracalla lät utföra i början av 200-talet.

## Bilder

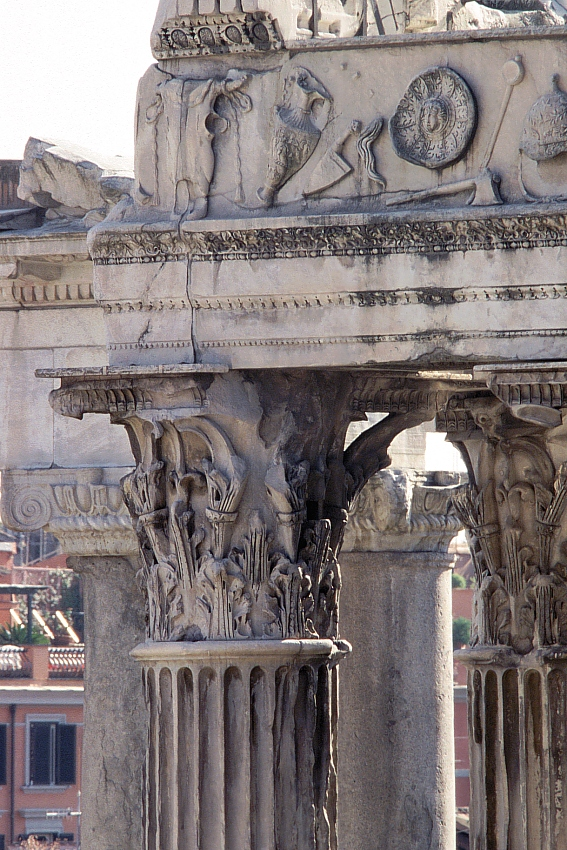
Vespasianustemplets rikt dekorerade fris.

### Webbkällor
- Temple of Vespasian